# Tubipora chamissonis
Tubipora chamissonis is een zachte koraalsoort uit de familie Tubiporidae. De koraalsoort komt uit het geslacht Tubipora. Tubipora chamissonis werd in 1834 voor het eerst wetenschappelijk beschreven door Ehrenberg. 